# Mateusz Laskowski
Mateusz Laskowski (9 de setembro de 1998) é um voleibolista profissional polonês, jogador posição ponta. 

## Títulos
Clubes
Campeonato Polônia Primeira liga:
- 2019[2]